# 熊飞墓
熊飞墓，位于中国广东省东莞市东莞市东城区峡口村，为东莞市的一个市、县级文物保护单位，类型为古墓葬，公布时间为1989年1月7日。熊飞墓的历史年代为明代。
该墓为南宋抗元民族英雄熊飞将军的衣冠冢。清同治六年（1867年）、1982年、1999年多次维修至今，为熊飞将军墓园。 